# God Is an Astronaut

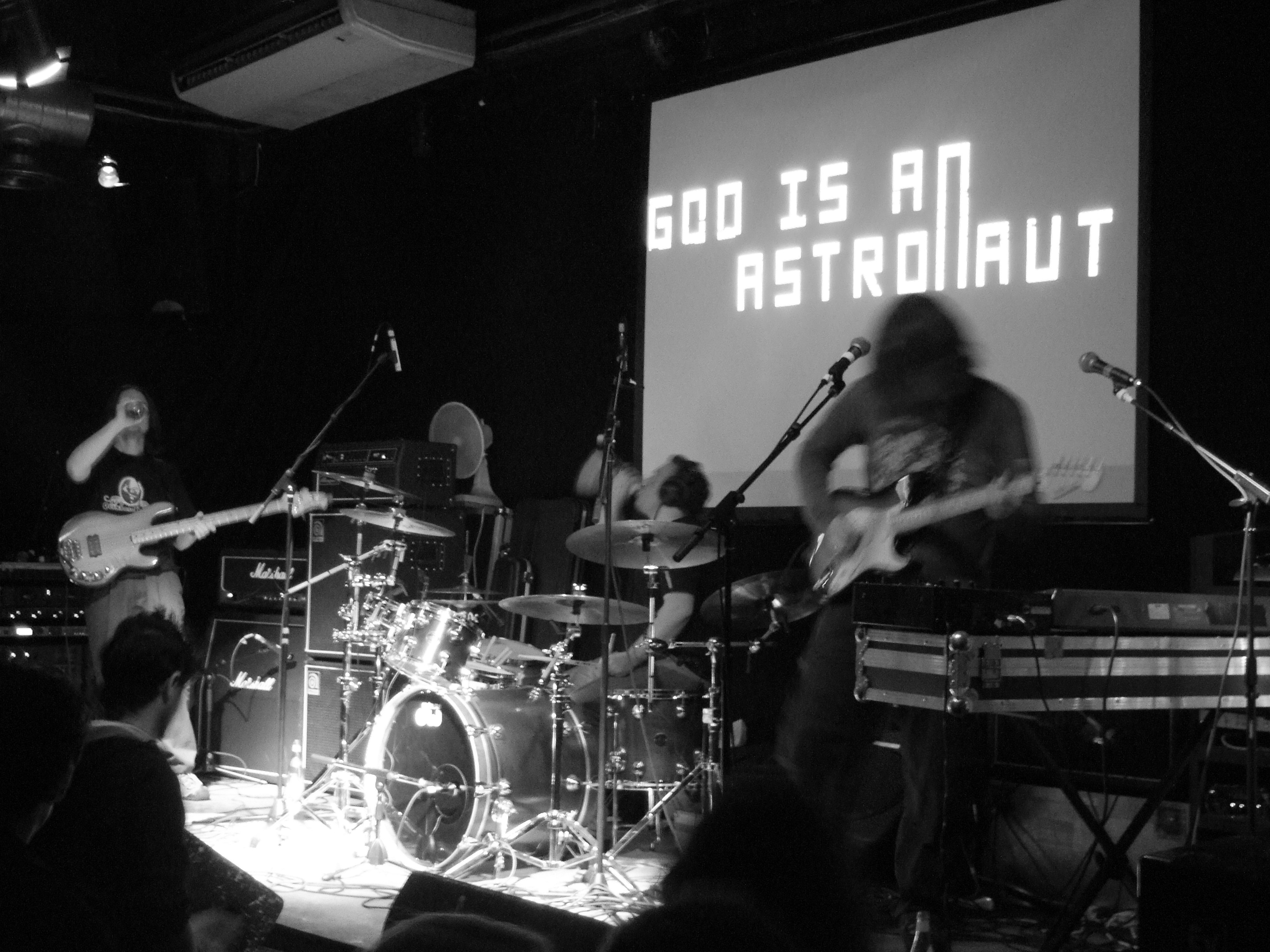
God Is an Astronaut během živého vystoupení.

God Is an Astronaut je čistě instrumentální čtyřčlenné hudební uskupení pocházející z Irska. Trojice hraje od roku 2002 a ve stejném roce také vydala své debutové album s názvem The End of the Beginning pod vlastním labelem Revive Records.
S rokem 2005 vyšlo jejich druhé řadové album nesoucí název All Is Violent, All Is Bright. Na druhé desce se kapela lehce odpoutala od elektroniky a dala více prostoru elektrickým kytarám a živým bicím. O rok později kapela přišla s EP A Moment of Stillness.
Album Far From Refuge vyšlo v roce 2007. Zvuk kapely byl zde dosud nejsyrovější za celou dobu kariéry. Hned rok na to přišli s dalším počinem, deskou nazvanou podle sebe samých God Is An Astronaut. Toto album při vydávání postihly finanční problémy, jelikož členové kapely byli ještě před vydáním okradeni o nástroje a veškerou výbavu v celkové hodnotě 20 000 dolarů. Stalo se tak na konci vůbec prvního amerického turné skupiny (jehož uskutečnění mimochodem také stálo 20 000 dolarů) v roce 2008, kdy kapela již měla namířeno domů do Evropy.

## Obsazení
- Torsten Kinsella (vokály, kytary, klávesy)
- Niels Kinsella (baskytara, kytary, vizuální efekty)
- Lloyd Hanney (bicí, syntetizátory)
- Jamie Dean (klávesy, syntetizátory)

## Diskografie

### Studiová alba
- The End of the Beginning (2002)
- All Is Violent, All Is Bright (2005)
- A Moment of Stillness (2006)
- Far from Refuge (2007)
- God Is an Astronaut (2008)
- Age of the Fifth Sun (2010)
- Origins (2013)
- Helios | Erebus (2015)
- Epitaph (2018)
- Ghost Tapes #10 (2021)

### Singly
- The End of the Beginning (2003)
- From Dust to the Beyond (2003)
- Point Pleasant (2003)
- Coda (2004)
- Fragile (2004)
- Fire Flies and Empty Skies (2005)
- Beyond the Dying Light (2006)
- Tempus Horizon (2006)
- No Return (2007)
- Shining Through (2009)
- In the Distance Fading (2010)